# Luísa Kiala
Luisa Kiala, née le 25 janvier 1982, est une joueuse angolaise de handball. Elle est membre de l'équipe d'Angola féminine de handball. 

## Biographie
Née en janvier 1982, elle est la sœur de la joueuse de handball Marcelina Kiala, son aînée de deux ans et quelques mois, et la demi-sœur de Natália Bernardo, autre joueuse angolaise de hand-ball sélectionnée en équipe nationale (plus jeune cette fois, puisque née en décembre 1986). 
Elle participe avec l'équipe nationale angolaise aux championnats du monde de handball féminin 2011 et 2013, au Brésil et en Serbie,.
Elle remporte, avec cette équipe nationale, six championnats d'Afrique consécutifs entre 2002 et 2012, puis à nouveau en 2016 contre l'équipe tunisienne qui a gagné ce championnat en 2014. Avec cette sélection nationale, elle remporte aussi les Jeux africains de 2011, affirmant ainsi la domination de l'équipe angolaise dans ce sport, sur le continent. Elle est désignée en 2012 meilleure arrière droite par la confédération africaine de handball.
Elle participe également aux Jeux olympiques 2004, à Athènes, où l'Angola se classe neuvième, aux Jeux olympiques 2008 à Pékin, où l'Angola finit douzième, et aux Jeux olympiques 2012, à Londres, où l'Angola est classée dixième. Elle est désignée porte-drapeau de la délégation sportive angolaise aux Jeux olympiques d'été de 2016.
Elle annonce, en décembre 2016, qu'elle se retire, à 34 ans, de l'équipe nationale angolaise.
En club , elle a joué, comme sa sœur Marcelina Kiala, au Petro de Luanda, qu'elle a quitté en janvier 2016 pour un contrat de deux ans au Primeiro de Agosto, y retrouvant sa demi-sœur Natália Bernardo.

## Palmarès

### En équipe nationale
Jeux olympiques
- 9e place aux Jeux olympiques 2004
- 12e place aux Jeux olympiques 2008
- 10e place aux Jeux olympiques 2012
- 8e place aux Jeux olympiques 2016

Championnats du monde
- 11e place au Championnat du monde 2009
- 8e place au championnat du monde 2011
- 14e place au championnat du monde 2013
- 16e place au championnat du monde 2015

Championnats d'Afrique
- Médaille d'or au Championnat d'Afrique 2002
- Médaille d'or au Championnat d'Afrique 2004
- Médaille d'or au Championnat d'Afrique 2006
- Médaille d'or au Championnat d'Afrique 2008
- Médaille d'or au Championnat d'Afrique 2010
- Médaille d'or au Championnat d'Afrique 2012
- Médaille de bronze au Championnat d'Afrique 2014

Jeux africains
- Médaille d'or aux Jeux africains de 2011

### En clubs
Championnats d'Angola (?)